# مينامي تاكاهاشي
مينامي تاكاهاشي (高橋未奈美 تاكاهاشي مينامي) هي مؤدية أصوات يابانية ولدت في 20 ديسمبر في طوكيو.

## أدوارها في الأنمي

### مسلسلات أنمي تلفزيونية
- حروب الطعام: شوكوغكي نو سوما - ميغومي تادوكورو
- حروب الطعام: شوكوغكي نو سوما: الطبق الثاني - ميغومي تادوكورو
- حروب الطعام: شوكوغكي نو سوما: الطبق الثالث - ميغومي تادوكورو
- سيليكتور إنفكتد ويكروس - ميدوريكو
- سيليكتور سبريد ويكروس - ميدوريكو
- لوستوريج كونفليتد ويكروس - ميدوريكو
- هل من الخطأ أن أسعى وراء الفتيات في المتاهات؟ - تيوني هيريوتي
- سورد أوراتوريا - تيوني هيريوتي
- متتابعة أكاديمية ميكاغورا - روميكا ريكيو
- دورارارا!! ×2 المنتصف - ماجو كوزوهارا
- هايكيو!! الموسم الثاني - ميكاكو هوشينو
- كوميت لوسيفر - آني ميريا
- هيفي أوبجيكت - بايلاني سارونو
- تابو تاتو - يوكاري
- مونستر هنتر ستوريز رايد أون - ليليا
- مونستر هنتر ستوريز: رايد أون - ليليا
- فانتسي ستار أونلاين 2 ذي أنيميشن - أسكا
- نوراغامي - ياما-تشان
- نوراغامي ARAGOTO - ياما-تشان
- ري لايف - رومي ناومي
- ري:بداية الحياة في عالم آخر من نقطة الصفر - تيريسيا فان أستريا
- ميزان نيل أدميراري - كوروري ميساكي
- رحلة العجائب: ثأر الأشرار الثلاثة - ماساو
- من مكان عمل مبتذل إلى الأقوى في العالم - شيا
- خادمة الآنسة كوباياشي تنين - لوكا

### أوفا أنمي
- كاسي-سان و مجد الصباح - يوي يامادا

### أفلام أنمي
- أورا: معركة ماريوينكوغا الأخيرة - كانو

## أدوارها في ألعاب الفيديو
- آيدولماستر ميليون لايف! - كونومي بابا
- فاير إمبلم فيتس - بيري
- مونستر هنتر ستوريز - ليليا

## وصلات خارجية
- مينامي تاكاهاشي على موقع IMDb (الإنجليزية)
- مينامي تاكاهاشي على موقع ميوزك برينز (الإنجليزية)
- مينامي تاكاهاشي على موقع ديسكوغز (الإنجليزية)
- مينامي تاكاهاشي على موقع قاعدة بيانات الفيلم (الإنجليزية)
- مينامي تاكاهاشي على موقع ANN person (الإنجليزية)